# George Cornet
George Thomson Cornet (15. juli 1877 – 22. november 1952) var en britisk vandpolospiller som deltog i OL 1908 i London og 1912 i Stockholm.
Cornet blev olympisk mester to gange i vandpolo. Han var med på de britiske vandpolohold som vandt guld under OL 1908 i London og 1912 i Stockholm.